# Zeltnera muehlenbergii
Zeltnera muehlenbergii là một loài thực vật có hoa trong họ Long đởm. Loài này được (Griseb.) G.Mans. mô tả khoa học đầu tiên năm 2004.